# Iron Lore Entertainment
Iron Lore Entertainment — компания по разработке видеоигр, была основана в октябре 2000 года Брайаном Салливаном и Полом Чиффо.
В конце июня 2006 года компания выпустила Titan Quest, ролевую видеоигру в жанре Action/RPG. Издателем проекта являлись THQ. Сюжетные действия Titan Quest направлены на приключения в Древней Греции, Египте, Месопотамии и Китае. Сеттинг окружения и монстров использует мифологию этих цивилизаций. В марте 2007 года компания выпустила глобальное дополнение к игре Titan Quest: Immortal Throne.
Компания Iron Lore получила награду на 7-й ежегодной премии Game Developers Choice Awards, где были признаны выдающиеся достижения студии, первая игра которой была выпущена в 2006 году.
В октябрьском выпуске журнала Games for Windows за 2007 год было объявлено, что Iron Lore Entertainment помогает в разработке дополнения для культовой игры Warhammer 40,000: Dawn of War: Soulstorm, которое стало третьим и последним экспаншином Dawn of War. Это оказался их последний проект.
27 февраля 2008 года было объявлено, что Iron Lore Entertainment закрылась из-за неспособности обеспечить финансирование для своего следующего проекта.
После закрытия, бывшие члены Iron Lore сформировали новую компанию под названием Crate Entertainment.